# Leśno (powiat chojnicki)
Leśno (dodatkowa nazwa w kaszub. Lesno, niem. Lesno, dawniej Liesznia) – wieś kaszubska na południowo-zachodnim krańcu Pojezierza Kaszubskiego w Polsce położona w województwie pomorskim, w powiecie chojnickim, w gminie Brusy nad jeziorami Leśno Górne i Leśno Dolne.
Wieś królewska położona była w II połowie XVI wieku w powiecie tucholskim województwa pomorskiego. Do 1954 roku miejscowość była siedzibą gminy Leśno. W latach 1954–1972 wieś należała i była siedzibą władz gromady Leśno. W latach 1975–1998 miejscowość należała administracyjnie do województwa bydgoskiego.
Wieś jest siedzibą sołectwa Leśno, w którego skład wchodzą również Kaszuba i Wysoka Zaborska.
| SIMC    | Nazwa             | Rodzaj                 |
| ------- | ----------------- | ---------------------- |
| 0079929 | Betlejem          | część wsi              |
| 1000864 | Cegielnia         | część wsi (do 2023 r.) |
| 0079935 | Dąbrówka          | część wsi (do 2023 r.) |
| 0079941 | Dystelnik         | część wsi (do 2023 r.) |
| 1000930 | Leśno-Wybudowanie | osada (do 2023 r.)     |

## Historia
Najstarsze ślady pobytu ludzi pochodzą sprzed około 10 tys. lat. Stałe osadnictwo datowane jest na epokę brązu (ok. 1200 p.n.e.). Osadnictwo to było związane z grupą kaszubską kultury łużyckiej. W okresie rzymskim teren wsi zaludniony był przez ludność kultury wielbarskiej, czyli Gotów. Pierwsze wzmianki o wsi pochodzą z końca XIII w. W 1354 Leśno otrzymało prawa wsi królewskiej (prawo chełmińskie). W 1438 przeszło pod władzę Krzyżaków, zaś w 1466 – po wojnie trzynastoletniej – zostało znowu wsią królewską w starostwie tucholskim. Ostatnimi właścicielami byli Cietrzew-Sikorscy.
Od drugiej połowy listopada 1906 r. do początku marca 1907 r. w miejscowej szkole elementarnej odbył się strajk dzieci przeciwko nauczaniu religii w języku niemieckim. Z uczestników strajku znane są nazwiska następujących dzieci: J. Bieszk, J. Browarczyk, P. Damps, J. Grocki, J. Kupc, F. Pkrój, J. Paszka, A. Reszkiewicz, M. Wensel. Strajk był elementem znacznie większej akcji biernego oporu wobec pruskich władz szkolnych, która na przełomie 1906 i 1907 r. objęła ponad 460 (!) szkół w prowincji Prusy Zachodnie, czyli przedrozbiorowe Pomorze Gdańskie, Powiśle, ziemię chełmińską i ziemię lubawską oraz część Krajny. Inspiracją dla strajków pomorskich były wcześniejsze działania dzieci w prowincji wielkopolskiej, ze słynnym strajkiem we Wrześni (1901) na czele.

## Zabytki
Według rejestru zabytków NID na listę zabytków wpisany jest drewniany kościół parafialny pw. Świętego Krzyża, nr rej.: IE-25 178/29 z 30.11.1929.
Modrzewiowy kościół katolicki pw. Podwyższenia Krzyża św. ufundowany został w 1650 przez królową Marię Ludwikę. Jest to budowla o konstrukcji zrębowej z wieżą konstrukcji słupowo-ramowej na podmurówce z kamieni. Dzieło miejscowych cieśli. Dach i wieża kościoła pokryta są gontem świerkowym. Wnętrze zawiera strop płaski, chór wsparty jest na dwóch słupach, wyodrębnione prezebiterium. Bogaty barokowy wystrój uzupełniony starszymi elementami m.in. rzeźby. Obok plebania i sworek (obecnie poczta) z XIX wieku. 
Na terenie Leśna znajduje się cmentarzysko kurhanowe z 14 kurhanami, na obszarze którego jest utworzona dydaktyczna ścieżka lichenologiczno-kulturowa. Na cmentarzysku były odkryte groby m.in. skrzynkowe z epoki brązu i okresów późniejszych.

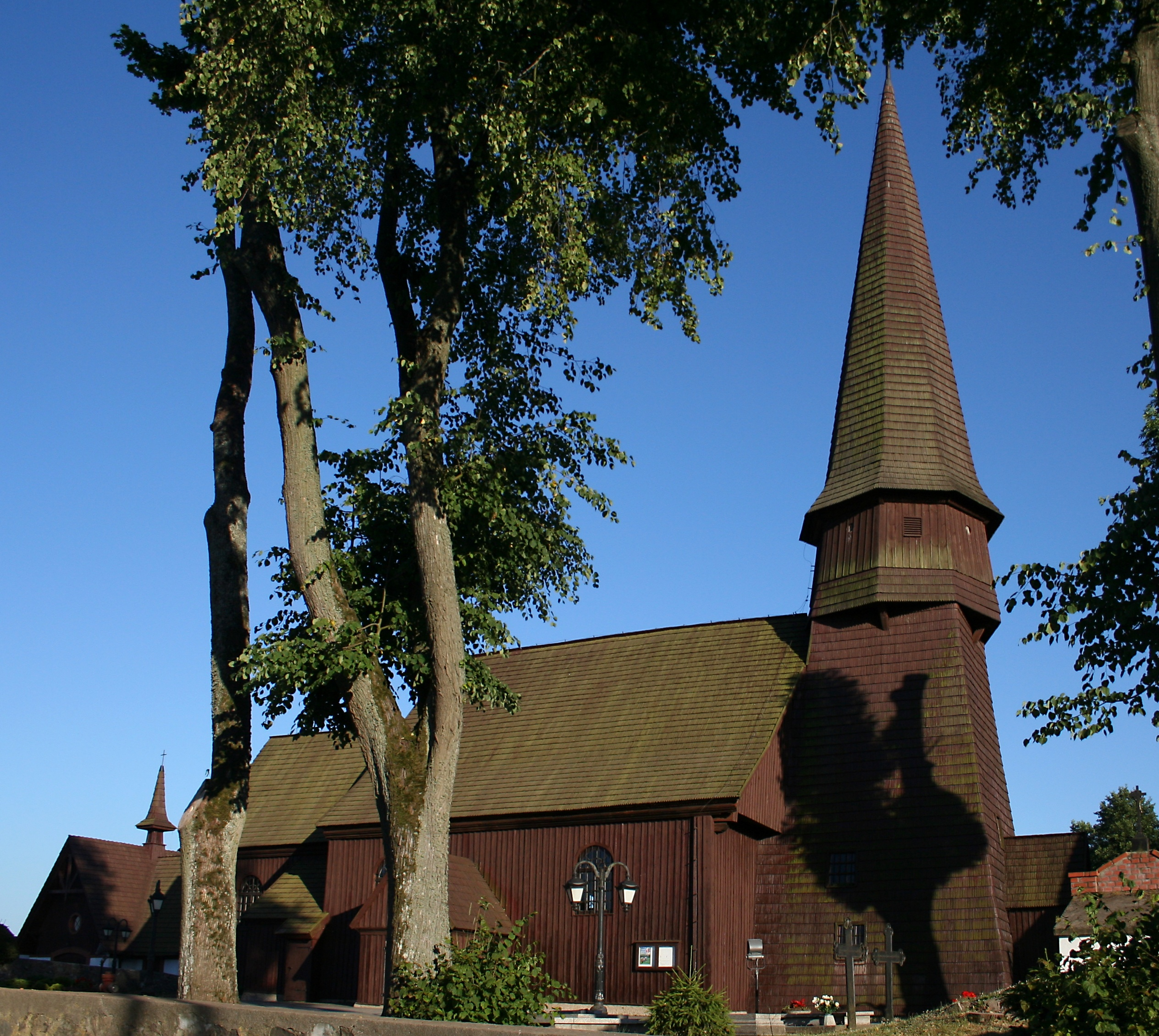
Kościół pw. Podwyższenia Krzyża w Leśnie
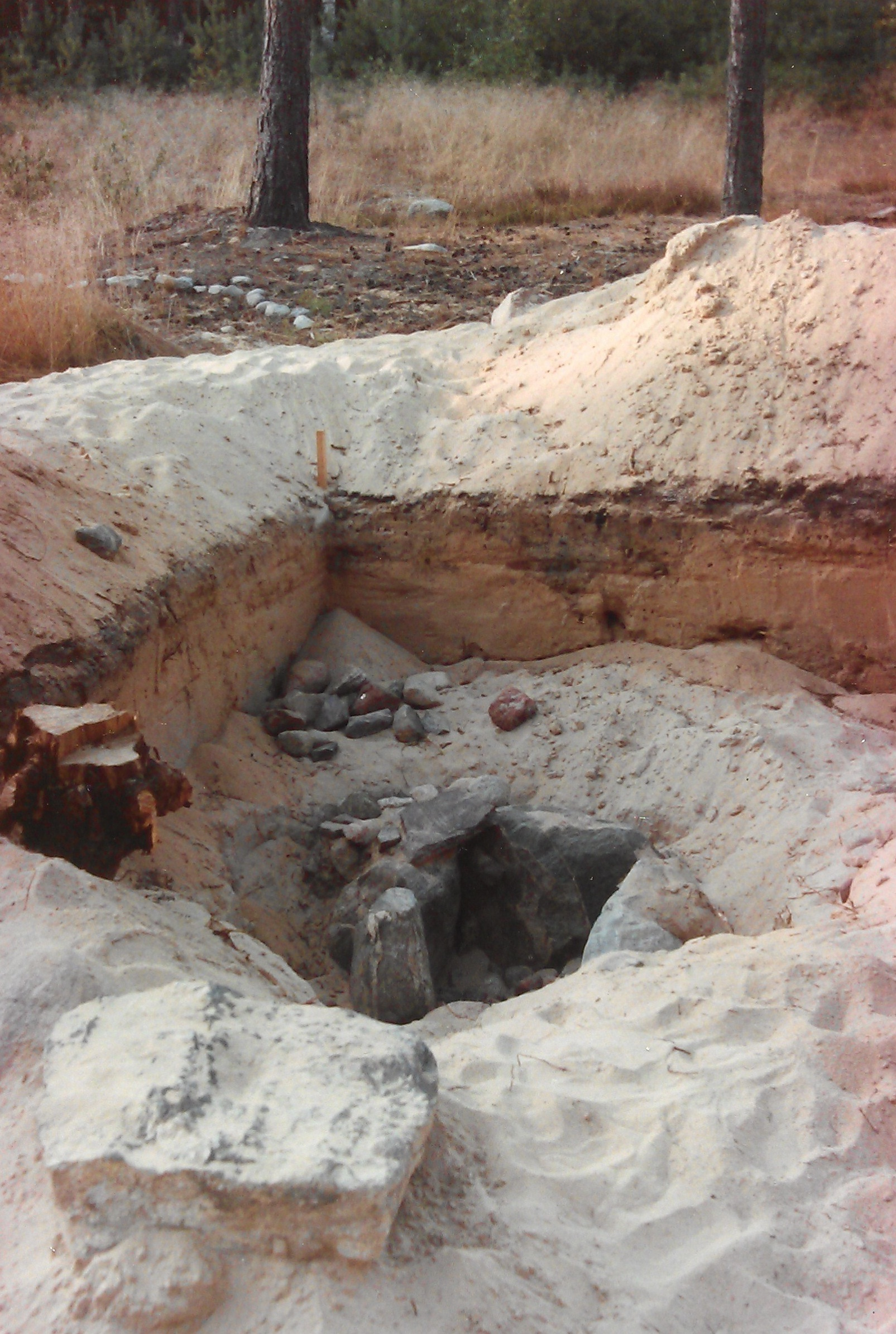
Grób skrzynkowy koło Leśna, stanowisko archeologiczne z lat 80. XX wieku